# Asplenium costale
Asplenium costale là một loài dương xỉ trong họ Aspleniaceae. Loài này được Sw. mô tả khoa học đầu tiên năm 1802.